# Trifluoperazin

Strukturformel

Trifluoperazin är ett neuroleptikum som i låga doser hjälper mot ångest och lindriga psykiatriska symtom. Varunamn för ämnet är Terfluzin, som avregistrerades 1991 i Sverige.
Läkemedlet kan bland annat användas för att behandla symptomen på schizofreni. Även trifluoperazin kan hjälpa till att hålla symtomen under kontroll, kommer det dock inte bota psykiatriska sjukdomstillstånd. Trifluoperazin kan ge upphov till biverkningar såsom yrsel, suddig syn, muntorrhet, nästäppa, illamående, urineringsbesvär, förstoppning, förändrad aptit, viktuppgång, lättretlighet, rörelseförändringar, sömnstörningar, huvudvärk, trötthet, svaghet, bröstförstoring, utebliven menstruation samt nedsatt sexuell förmåga hos män.